# Japan Tobacco
Japan Tobacco Inc. (яп. 日本たばこ産業株式会社 нихон табако сангё: кабусики гайся) (JT) (TYO: 2914) — японская табачная компания, второй по величине производитель табачных изделий в мире. Крупнейший в Японии производитель сигарет (60 процентов японского табачного рынка, по данным за 2014 г.). Штаб-квартира — в Токио.
Japan Tobacco International — международное подразделение «Japan Tobacco Inc.», главный офис находится в Женеве (Швейцария).

## История
Компания основана в 1898 году. До 1985 года была государственной монополией, затем стала публичным акционерным обществом.
В мае 1999 года JT приобрела бизнес американской RJR Nabisco Inc. за пределами США, в результате чего была создана Japan Tobacco International (JTI) со штаб-квартирой в Женеве, Швейцария.
В декабре 2006 года JT объявила о приобретении британской табачной группы Gallaher за $14,7 млрд (плюс покрытие долгов британской компании в сумме $4,4 млрд).

## Собственники и руководство
Крупнейшим акционером компании (33,3 %, по данным за 2013 год) является правительство Японии.

## Деятельность
Japan Tobacco ведет деятельность в 120 странах мира. В компанию входят табачный бизнес, производство фармацевтических препаратов и продуктов питания.
Основные табачные бренды Japan Tobacco: Mevius (крупнейший бренд в Японии с долей рынка 32,1 % в 2014 году), Seven Stars, Peace, Cabin, Caster, Pianissimo, Hope, Winston (за пределами США), Camel (за пределами США), Salem, Sobranie, Glamour, Silk Cut, LD, Benson&Hedges и другие.
В 2013 компании вывела на рынки новый флагманский продукт – систему нагревания табака Ploom.
JT International (JTI) является международным подразделением Japan Tobacco Inc. с офисами в 73 странах мира и штаб-квартирой в Женеве. В JTI работает около 27 000 сотрудников. В 2015 году JTI признана институтом Top Employer Institute одним из пяти лучших работодателей в мире.

### Japan Tobacco International (JTI) в России
JTI — самый крупный производитель табачных изделий в России с долей рынка 34,9 % в натуральном выражении. По оценкам журнала «Эксперт», JTI является одним из крупнейших по объёму продаж компанией потребительского сектора в России.
Бренды JTI на российском рынке: Winston, Mevius, Camel, LD, Петр I, Glamour, Sobranie, «Русский Стиль», More, «Тройка», Saint George, Magna, Wings, Sovereign, Golden Deer, «Наша Прима», 21 век.
В структуру JTI в России входят подразделение по маркетингу и продажам (ЗАО «Дж. Т. И. по Маркетингу и Продажам») с 70 офисами в 68 регионах страны, а также четыре предприятия: табачная фабрика «Петро» (Санкт-Петербург), «Донской табак» (Ростов-на-Дону), заводы по обработке табачного сырья «Дж. Т. И. Елец» (Елец) и «Крес Нева» (Ленинградская область).
На территории России в компании работает более 4500 человек.
В 2012 году JTI стала первой в России компанией FMCG-сектора, получившей международный сертификат Investors in People за высокий уровень обучения и развития сотрудников, а в 2014 году единственная в России получила «бронзовый» сертификат этой организации.
В 2014 году Top Employer Institute признал JTI и фабрику компании «Петро» одним из лучших работодателей в России и Азиатско-Тихоокеанском регионе. В 2015 году JTI заняла второе место среди FMCG-компаний в рейтинге лучших работодателей России газеты «Коммерсантъ» и компании HeadHunter. Также JTI признана работодателем, чьи условия в максимальной степени учитывают пожелания женщин — согласно данным опроса женщин-соискателей и крупнейших компаний России, проведённого компанией HeadHunter.
В 2015 году JTI сообщила о закрытии одного из четырёх заводов, расположенных на территории России. Московская табачная фабрика «Лиггетт-Дукат» будет приостановлена до середины 2016 года. Такое решение обусловлено сокращением российского табачного рынка (из-за повышения цен на продукцию, а также запретов, введенных в связи с принятием антитабачного закона).
В июле 2018 года компания JTI приобрела компанию «Донской табак» за $1,6 млрд.
В августе 2021 года Japan Tobacco International (JTI) объявила об интеграции Донского табака в состав JTI Россия без указания сроков реорганизации и детализации дальнейшей судьбы бренда Донской табак.

### Japan Tobacco на Украине
На Украине производственные мощности Japan Tobacco сосредоточены в городе Кременчуге (фабрика была основана в 1993 году). На фабрике производится продукция следующих марок: Camel, Winston, Magna, Monte Carlo. Финансовые показатели компании на Украине не раскрываются.